# Verchnie Kigi
Verchnie Kigi (in russo Верхние Киги?; in baschiro Үрге Ҡыйғы) è un villaggio della Russia europea orientale, situato nella Repubblica autonoma della Baschiria; appartiene al rajon Kiginskij, del quale è il centro amministrativo.
Il villaggio si trova nel nord-est della Repubblica, lungo il fiume Kigi (affluente dell'Aj).